# Hüsker Dü
Hüsker Dü — американський панк-рок-гурт, створений в Сент-Полі, штат Міннесота 1979 року. Постійними учасниками гурту стали: гітарист Боб Молд, басист Ґреґ Нортон і барабанщик Ґрант Гарт, окрім своїх прямих обов'язків кожен з них інколи був вокалістом.
Після випуску серії альбомів на незалежному лейблі SST Records, включаючи такі відомі альбоми гурту, як Zen Arcade (1984) та New Day Rising (1985), Hüsker Dü підписали контракт із мейджор-лейблом Warner Bros. Records.
Першу популярність колектив отримав, як хардкор-панк-гурт. Пізніше вони розвинули мелодійніший стиль і відійшли від свого раннього звучання, тим самим вплинув на зародження і розвиток альтернативного року. Молд і Гарт розділили обов'язки у написанні пісень і кожен із них виконував лише свої пісні.
У 1987 році гурт припинив виступати у зв'язку із самогубством менеджера Девіда Севоя, а також розбіжностями між Гартом та Моулдом. Під час спільної бесіди у січні 1988 року музиканти вирішили розпустити колектив. Моулд випустив два сольні альбоми, а в 1992 році створив гурт Sugar, який грає в схожому стилі. Гарт випустив сольний альбом на SST Records, після чого створив гурт Nova Mob. Нортон після розпаду припинив активну музичну діяльність.
Hüsker Dü ніколи не отримували широкої популярності та продажі їх альбомів залишалися скромними, проте вони вплинули на розвиток альтернативного року, зокрема поппанку і ґранджу. Вплив гурту визнавали музиканти таких колективів, як: Pixies, Nirvana, The Smashing Pumpkins, Therapy?, Foo Fighters та Green Day.

## Учасники гурту
- Боб Молд — гітара, вокал
- Ґреґ Нортон — бас-гітара, вокал
- Ґрант Гарт — ударні, вокал

## Дискографія
Студійні альбоми
- 1983 — Everything Falls Apart
- 1984 — Zen Arcade
- 1985 — New Day Rising
- 1985 — Flip Your Wig
- 1986 — Candy Apple Grey
- 1987 — Warehouse: Songs and Stories

Мініальбоми
- 1983 — Metal Circus

Концертні альбоми
- 1982 — Land Speed Record
- 1994 — The Living End

Збірки
- 1982 — Barefoot and Pregnant
- 1982 — Kitten Cassette
- 1983 — The Blasting Concept
- 1984 — Code Blue
- 1990 — The Blasting Concept Vol. 2
- 1990 — Duck and Cover
- 2006 — Pop Kulcher: The College Years (1984—1988)